# Thétis
Pour les articles homonymes, voir Thétis (homonymie).
Dans la mythologie grecque, Thétis  (en grec ancien : Θέτις / Thétis) est une Néréide (nymphe marine), fille de Nérée et de Doris. Elle ne doit pas être confondue avec sa grand-mère Téthys, la plus jeune des Titanide, déesse marine majeure et mère des Océanides. Elle est la mère du héros Achille.

## Étymologie
L'étymologie pré-moderne de son nom, de tithemi (τίθημι), « installer, établir », suggère une perception parmi les Grecs classiques d'un rôle politique précoce. Walter Burkert considère son nom comme un doublet transformé de Téthys.
L'une de ses épithètes était Halosydne (Ἁλοσύδνη), signifiant « nourrie par la mer ».

## Généalogie et famille

### Ascendance
Ses parents sont le dieu marin primitif Nérée, surnommé le vieillard de la mer, et l'océanide Doris. Elle est l'une de leurs multiples filles, les Néréides, généralement au nombre de cinquante, et a un unique frère, Néritès. Pontos (le Flot) et Gaïa (la Terre) sont ses grands-parents paternels, Océan et Téthys ses grands-parents maternels[réf. nécessaire].
Thétis est élevée par Héra[réf. nécessaire].

### Descendance
Thétis est mariée contre sa volonté à Pélée, roi de Phthie en Thessalie, de qui elle a sept fils. Six meurent lors des tentatives de les rendre immortels en les plongeant dans le feu. Seul Achille, le plus jeune, survit, sauvé par son père[réf. nécessaire].

## Fonction
Thétis était la Néréide de la « génération » des poissons ou de leur frai, souvent donnée également comme la plus importante et la plus connue des Néréides. Ainsi, lorsque Héra demande son aide pour sauver Jason lors de son voyage avec les Argonautes, c'est à Thétis que l'épouse de Zeus s'adresse. Et Thétis va activement mener les Néréides à préserver le vaisseau et son équipage[réf. nécessaire].

## Mythe

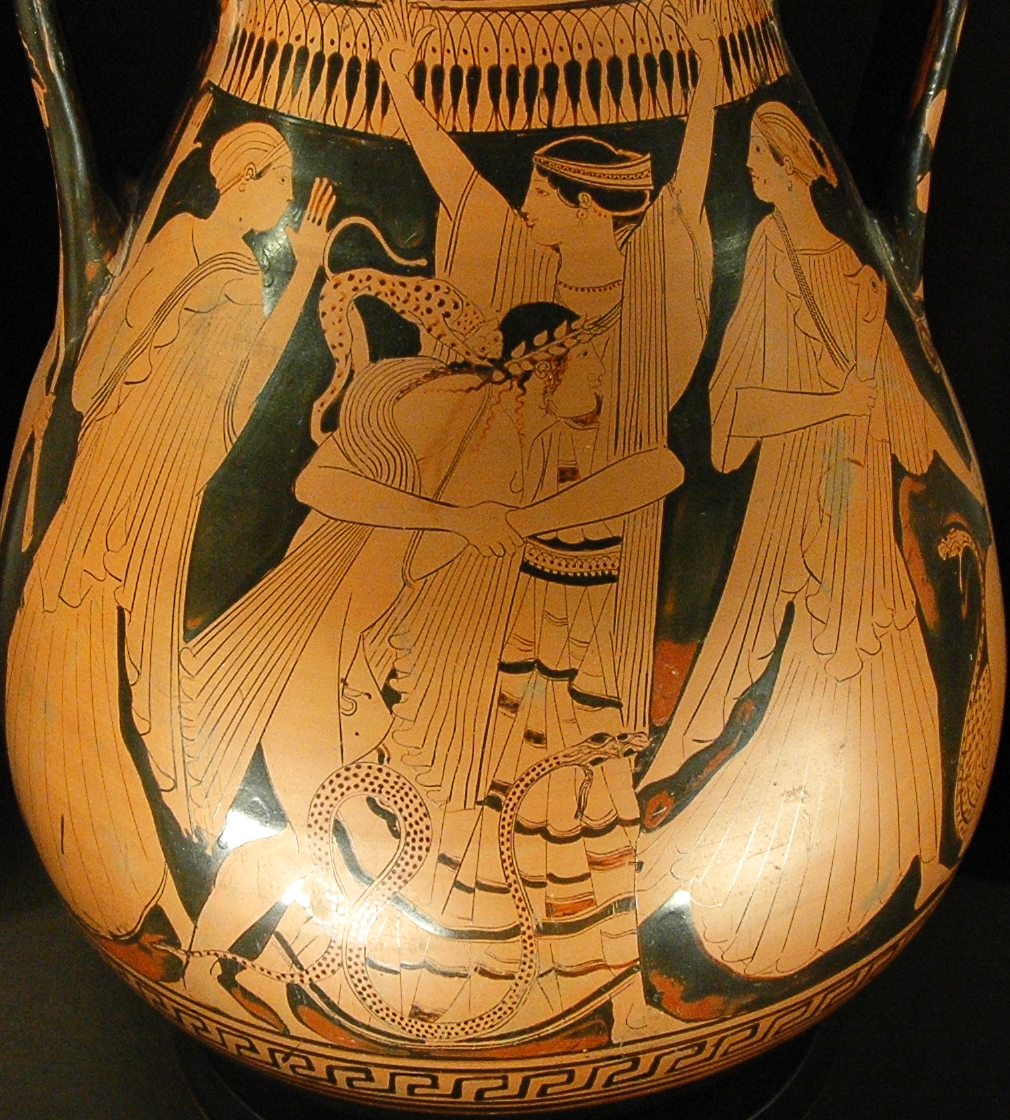
Enlèvement de Thétis par Pélée, face A d'une pélikè attique à figures rouges, manière du Peintre de Léningrad, vers -460, musée du Louvre.

Elle est élevée par Héra, reine de l'Olympe. Désirée par Zeus et Poséidon, alors que même Zeus songe à l'épouser, Thémis prédit qu'elle donnera naissance à un fils plus fort que son père. Les dieux se hâtent donc de la donner en mariage à un mortel afin d'éviter tout problème diplomatique dans leur royaume. Mariée ensuite contre son gré à Pélée, roi de Phthie en Thessalie, elle déclare dans l’Iliade :

« Seule entre les déesses de la mer, Zeus m'a soumise
À un mortel, l'Éacide Pélée, et fait entrer
Malgré moi, au lit d'un mortel, qui traîne en son palais
Une vieillesse amère. »

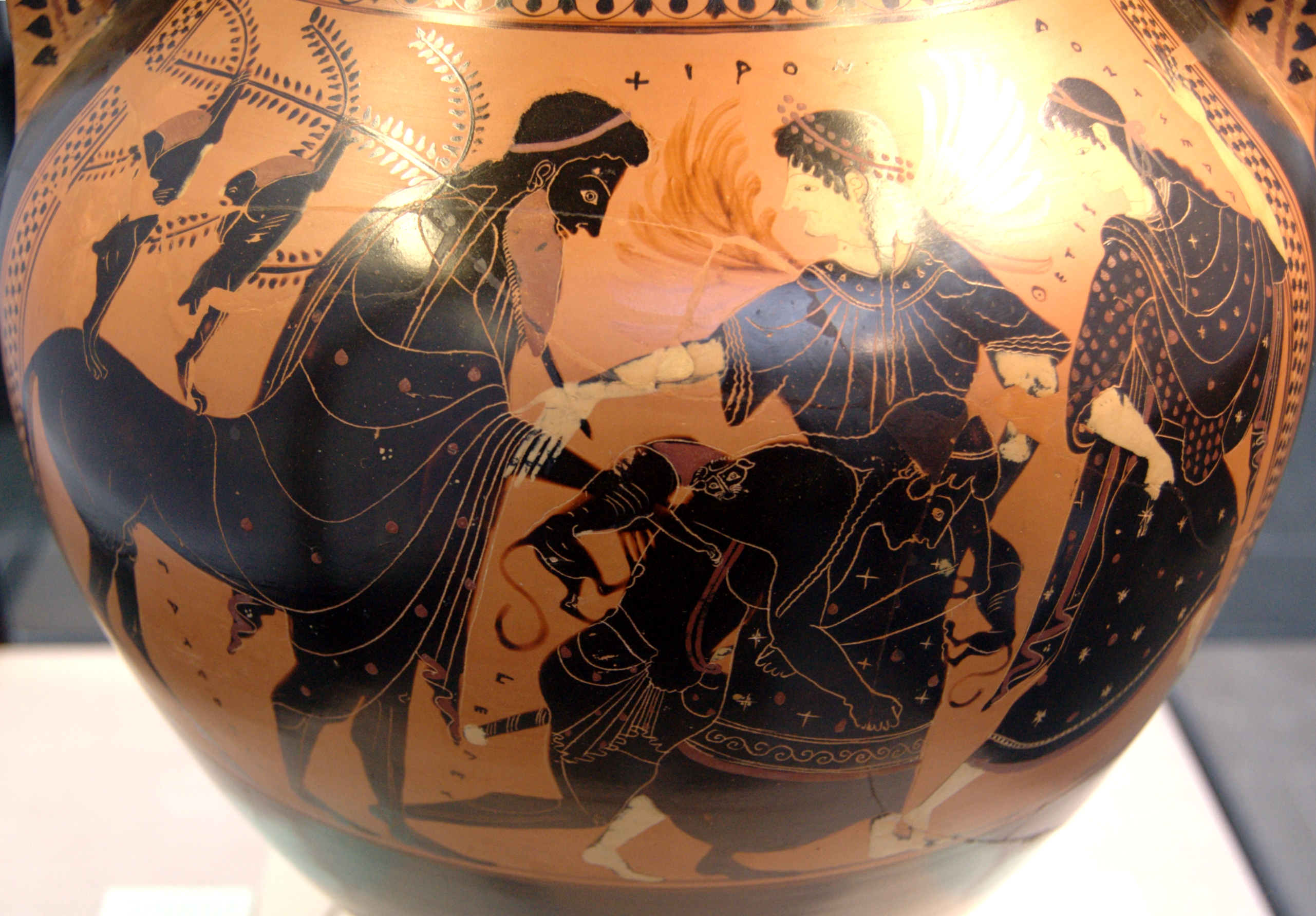
Pélée lutte contre Thétis (qui se métamorphose en feu et en gros chat), entre Chiron et une Néréide. Face B d'une amphore attique à figures noires, ca. -510

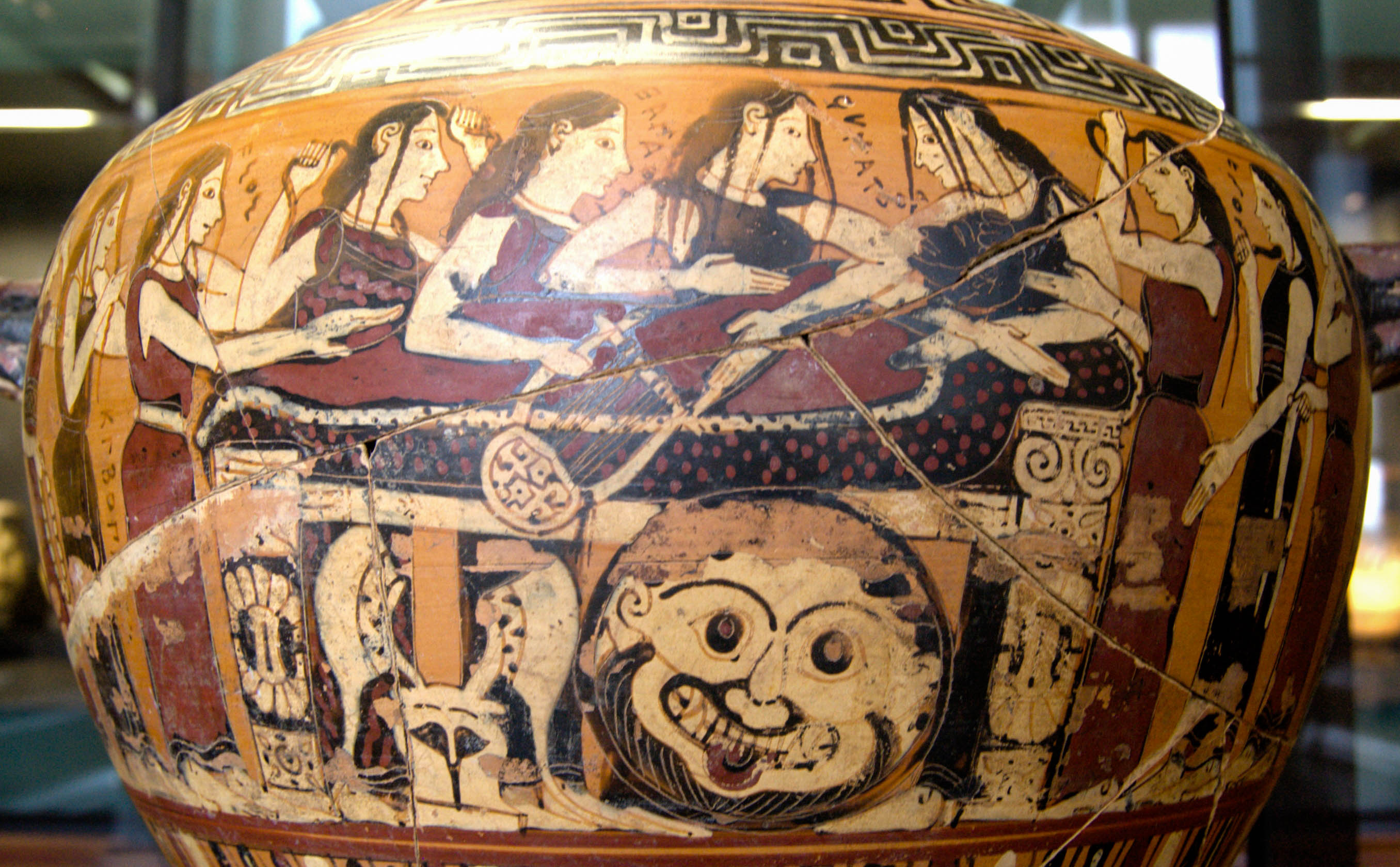
Thétis et les Néréides pleurent Achille. Hydrie corinthienne à figures noires, 560–-550 ; noter le bouclier de la Gorgone, Louvre.

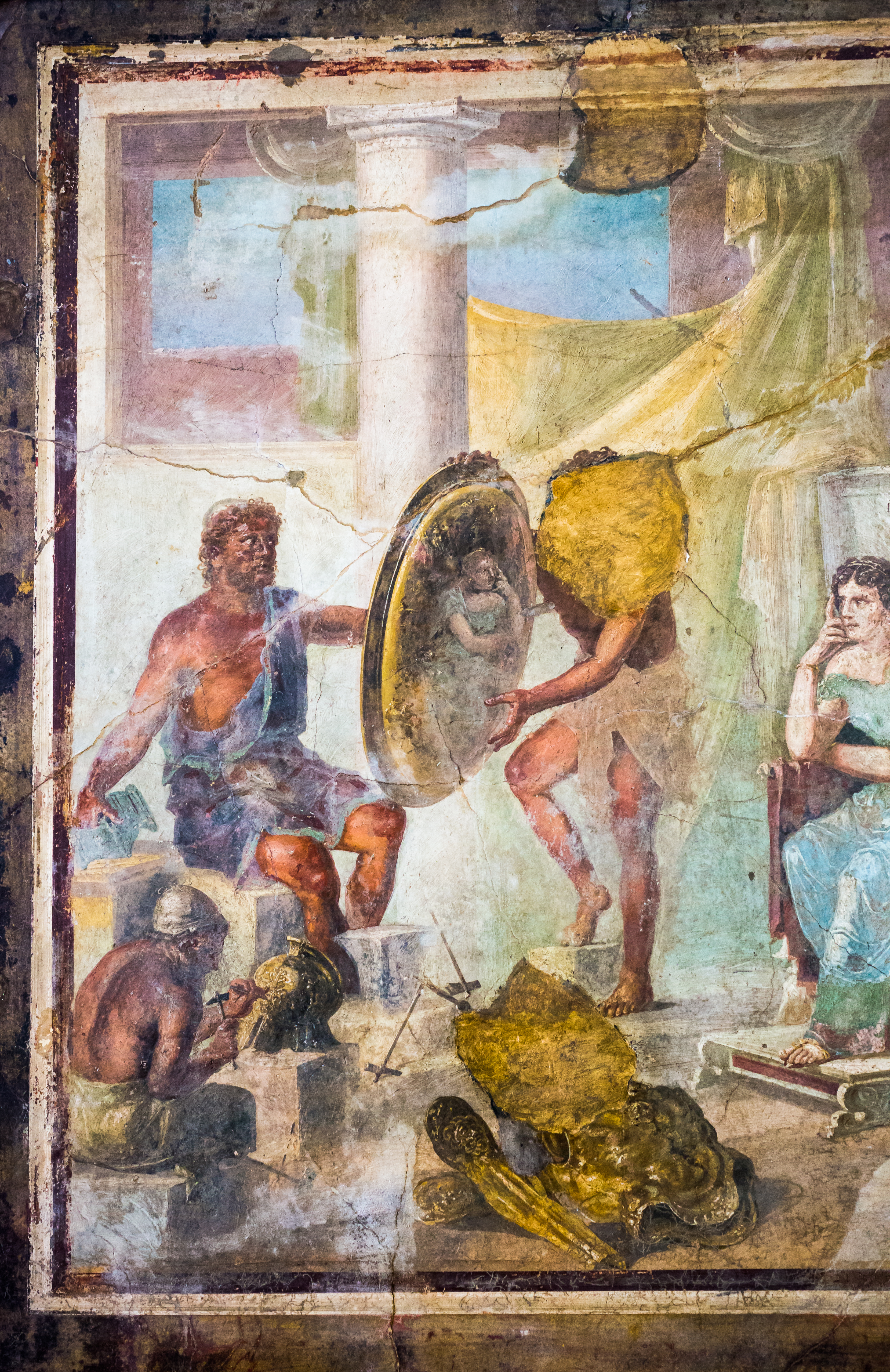
Thétis à la forge d'Héphaïstos attend de recevoir les nouvelles armes d'Achille. Fresque de Pompéi.

Comme le dieu de la mer Protée, Thétis se métamorphose sans cesse (oiseau, serpent, lion, poisson, seiche, eau et feu) pour échapper au mariage. Pelée est conseillé par le centaure Chiron qui l'a élevé et sait comment fonctionnent les pouvoirs divins. Chiron explique à Pelée comment réussir à faire conserver forme humaine à sa future femme : il doit la maintenir fermement pendant qu'elle change d'apparence jusqu'à ce qu'elle cède de fatigue. Il finit par lui promettre d'exaucer son vœu de l'épouser. S'ensuit la cérémonie des noces sur le mont Pélion, durant lesquelles Éris, déesse de la discorde, furieuse de ne pas avoir été invitée, lance une pomme « à la plus belle », ce qui causera le jugement du mont Ida (voir Pâris) puis la guerre de Troie[réf. nécessaire].
Mère de sept fils, elle les plonge dans le feu pour les défaire de leur nature mortelle. Six n'y résistent pas, Achille, le septième, est sauvé par son père. Par la suite, elle se consacre à son fils, tentant de le préserver (en le plongeant dans le Styx pour le rendre invulnérable) et en l'empêchant de partir pour Troie où elle sait qu'il mourra (selon un oracle consulté à sa naissance). Bien qu'elle lui ait expliqué le choix qui l'attendait (vivre vieux et inconnu ou mourir jeune, mais couvert de gloire), elle échoue.
Elle continue d'aider son fils en terre troyenne : elle intervient auprès de Zeus pour qu'il accorde l'avantage aux Troyens quand Achille se retire dans sa tente. Elle demande ensuite à Héphaïstos de lui forger de nouvelles armes, après qu'Hector a enlevé les anciennes de la dépouille de Patrocle. Elle tente une dernière fois de le dissuader d'affronter Hector, lui prédisant une mort proche s'il y va, mais encore une fois, elle n'y parvient pas[réf. nécessaire].
Plusieurs dieux sont redevables à Thétis. Dionysos, enfant, se réfugie auprès d'elle, poursuivi par Lycurgue. C'est aussi Thétis qui, en compagnie de sa tante, l'océanide Eurynomé, recueille Héphaïstos quand il est jeté du haut de l'Olympe, les deux divinités élevant alors l'enfant ensemble. Enfin, elle sauve Zeus des chaînes quand Athéna, Héra et Poséidon veulent l'emprisonner, en faisant appel à Briarée, l'un des Hécatonchires, pour le délivrer.
Thétis apparait aussi chez Nonnos lors de l'épisode du Déluge : 

« [Pendant le Grand Déluge], la mer monta jusqu'à ce que les Néréides deviennent des Oréades sur les collines dominant les bois. (...) Le roi de la mer, Neptune, à l'aspect de la terre entière secouée par une main plus puissante, jette loin de lui son arme, et ne sait plus, dans sa colère, quel sol il ébranlera de son trident. Les Néréides, en bataillons, rasent en nageant les flots tumultueux ; Thétis les traverse, emportée sur la croupe verdâtre d'un Triton à la large barbe ; loin de ses abîmes, Agavé guide au milieu des airs un thon qui la porte sur son dos de poisson et, fendant les ondes qui assiégent la colline, un dauphin exilé des mers soulève Doris et l'emporte. »

## Interprétations
Pour Jean Haudry, la légende de Thétis et de son fils Achille se rattache à la plus ancienne mythologie des cycles temporels et des âges du monde : l'Aurore qui s'unit à un mortel. Thétis, Aurore du cycle cosmique, en est réduite à épouser Pélée. De cette union naît Achille, qu'elle tente d'immortaliser par l'eau et par le feu, mais elle échoue par la faute de ce dernier.

## Culte
Thétis n'était généralement pas vénérée comme une déesse par le clergé ; une exception se trouve en Laconie où Pausanias mentionne l'existence de prêtresses de Thétis à l'époque archaïque. Un culte y était centré sur une image de culte en bois de Thétis (un xoanon) qui avait précédé la construction du plus ancien temple. Par l'intervention d'une femme haut placée, son culte avait été refondé avec un temple et, au IIe siècle, elle était encore vénérée. Les Lacédémoniens étaient alors en guerre contre les Messéniens qui s'étaient révoltés, et leur roi Anaxandre, ayant envahi la Messénie, fit prisonnières certaines femmes, parmi lesquelles Cléo, prêtresse de Thétis. La femme d'Anaxandre, Leandris, demanda cette Cléo à son mari et, découvrant qu'elle avait l'image en bois de Thétis, elle installa cette dernière dans un temple consacré à la déesse. Leandris avait eu une vision dans un rêve et l'image en bois de Thétis était gardée en secret[pas clair].
Dans un hymne fragmentaire du poète spartiate du VIIe siècle av. J.-C. Alcman, Thétis apparaît comme un démiurge, commençant sa création par poros (πόρος) « chemin, piste » et tekmor (τέκμωρ) « marqueur, poste final ». Le troisième était skotos (σκότος) « l'obscurité », puis le soleil et la lune. Un lien étroit a été soutenu entre Thétis et Métis, une autre puissance maritime métamorphosée plus tard et qui fut aimée par Zeus. Une prophétie avait annoncé qu'elle engendrerait un fils plus grand que son père en raison de sa grande force.
Hérodote a noté que les Perses sacrifiaient à « Thétis » au cap Sepias. Par le processus d'interprétatio graeca, Hérodote identifie une déesse de la mer d'une autre culture (probablement Anahita) comme la « Thétis » hellénique familière[réf. nécessaire].

## Dans les arts et la culture

### Peinture
Le Mariage de Thétis fut très souvent représenté dans la peinture.
- Le Cortège de Thétis, peint par Bartolomeo di Giovanni vers 1490-1500, (bois, 32 × 31 cm) conservé au Musée du Louvre est probablement la partie antérieure d'un coffre de mariage[18].
- Les Noces de Thétis et de Pelée par Cornelis Cornelisz van Haarlem, (1592-1593), musée Frans Hals de Haarlem.

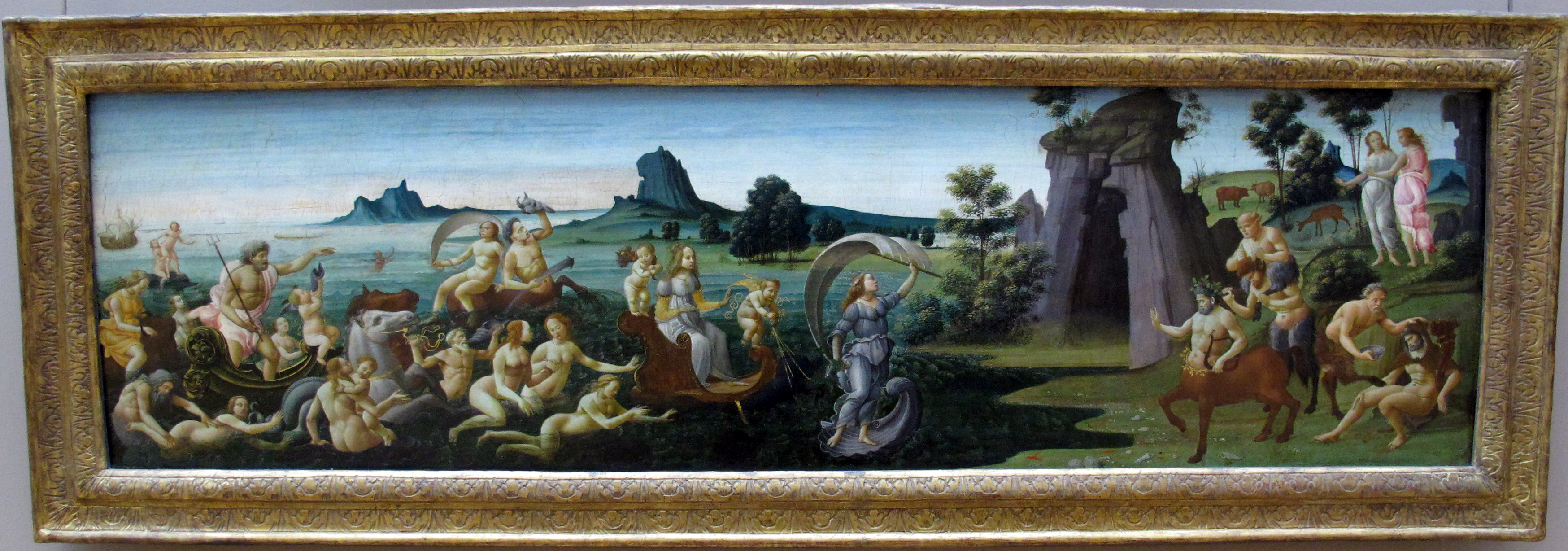
Cortège de Thétis, 1490-500 Bartolomeo di Giovanni Musée du Louvre, Paris.
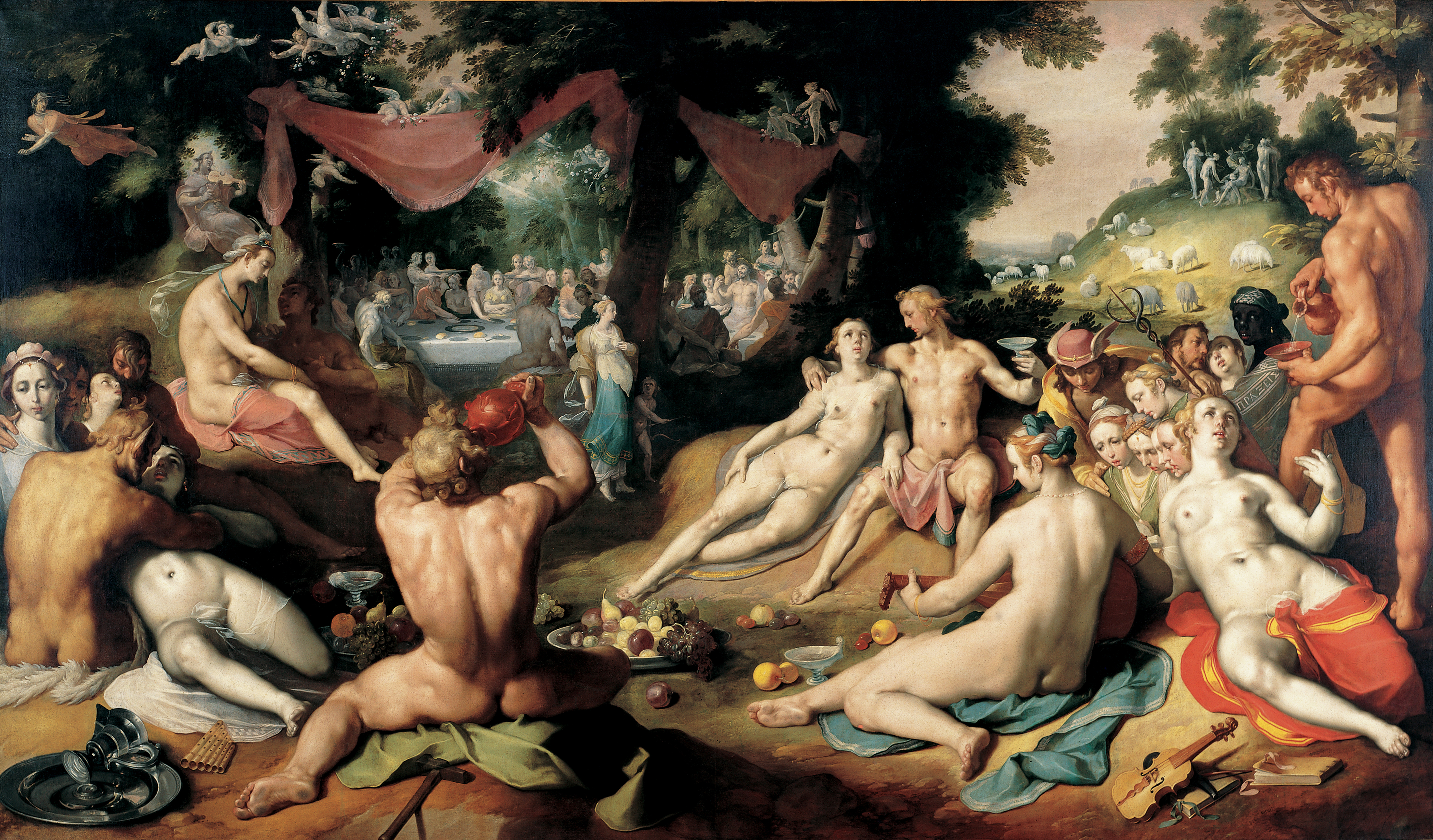
Les Noces de Thétis et de Pelée Cornelis Cornelisz van Haarlem, (1592-1593) Musée Frans Hals, Haarlem.
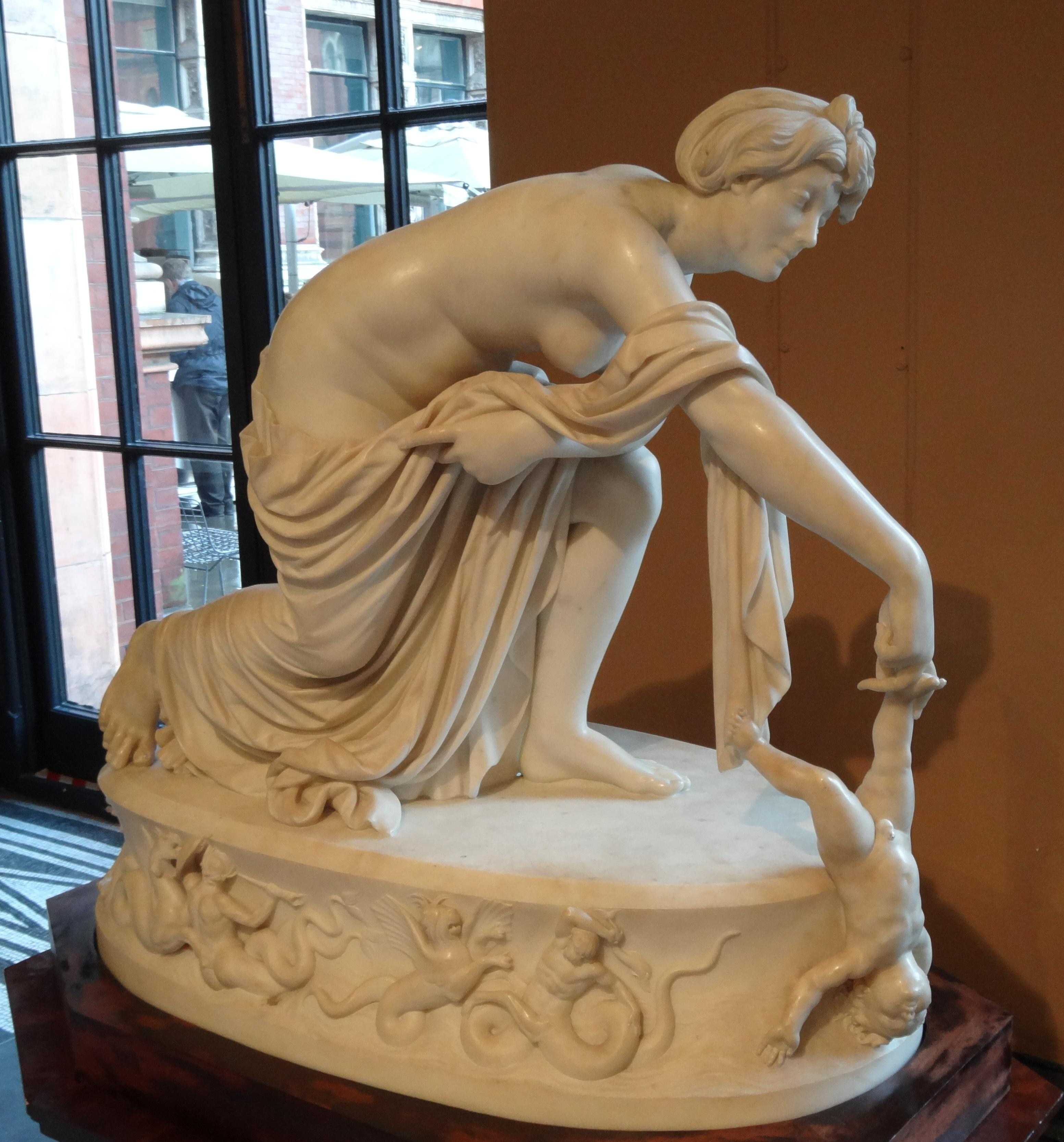
Thétis plongeant Achille dans le Styx. Statue en marbre de Thomas Banks.
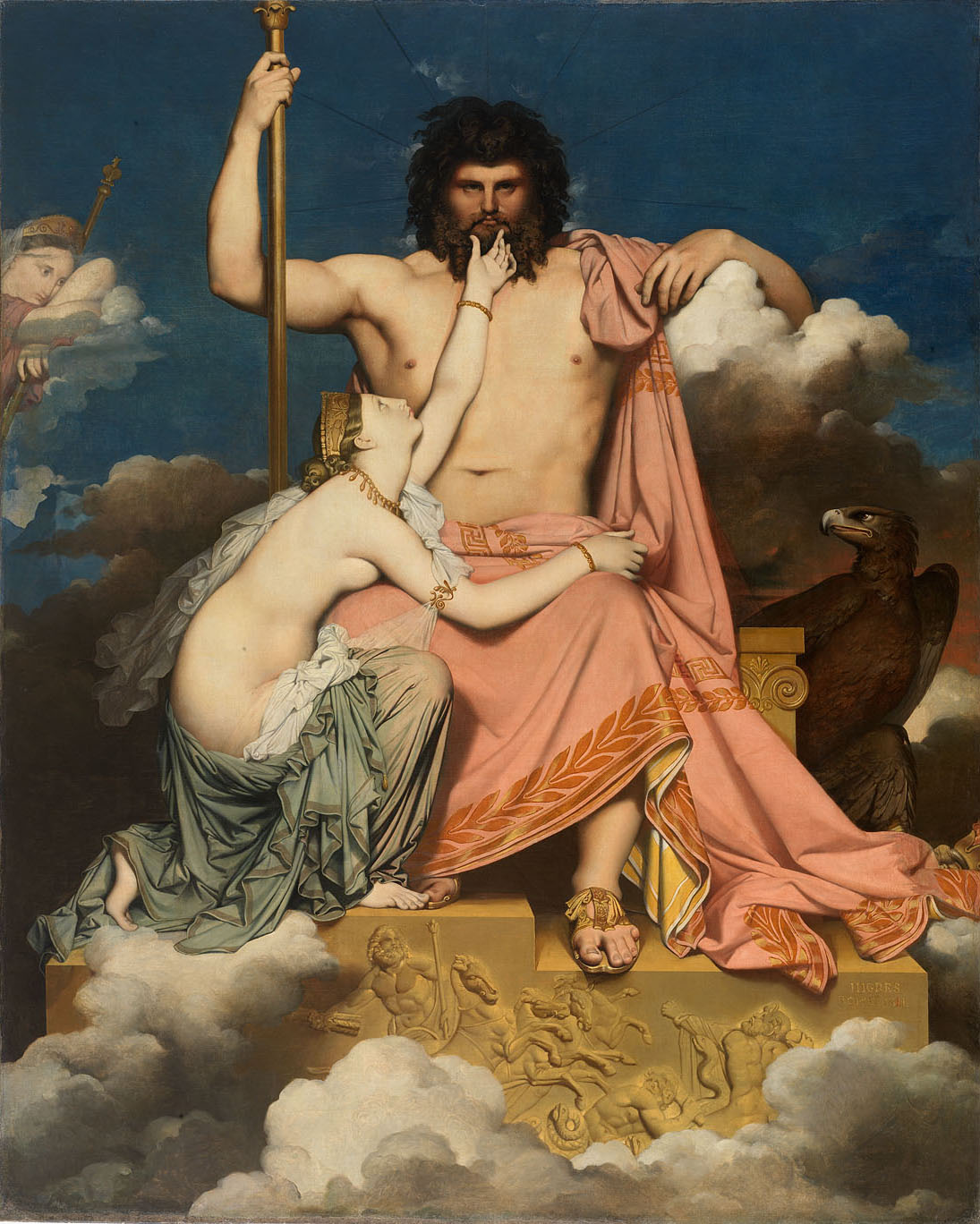
Jupiter et Thétis, par Ingres (1811).

### Musique
- Les Aventures de Pélée, ou Les Noces de Thétis et Pélée, est un ballet de Petipa sur une musique de Minkus donné à Saint-Pétersbourg en 1878, puis revisité en 1897.

### Jeux vidéo
- Thétis est un personnage jouable de la classe des Néréides dans le jeu vidéo de rôle Romancing SaGa 2 sorti en 1993 sur la Super Nintendo. C'est la première Néréide accessible dans le jeu.
- Thétis est mentionnée comme étant la mère du protagoniste dans le jeu Immortals Fenyx Rising ainsi que du personnage fictif Ligyron.

### Sources antiques
- (en) Éthiopide [détail des éditions] [lire en ligne].
- Homère, Iliade [détail des éditions] [lire en ligne].
- (en) Retours [détail des éditions] [lire en ligne].
- Euripide : Andromaque